# Élections législatives suédoises de 1994
Les élections législatives ont eu lieu en Suède le 18 septembre 1994. Les 349 députés du Riksdag sont élus pour un mandat de quatre ans.

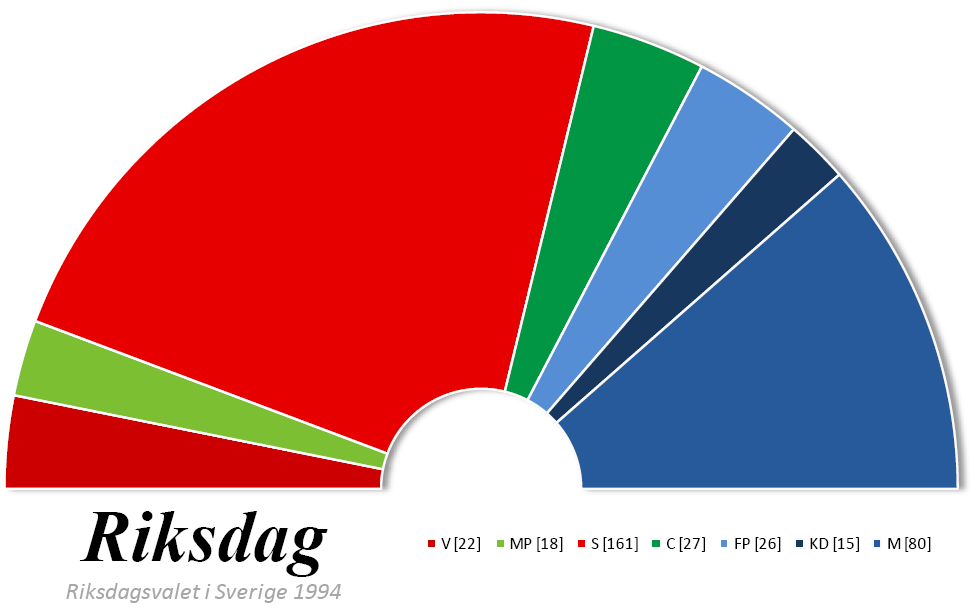
Composition du Riksdag suédois après les élections générales de 1994.

Parti arrivé en tête par municipalité.

## Résultats
| Parti        | Parti                                  | Leader                                | Votes     | Votes  | Votes | Sièges | Sièges |
| Parti        | Parti                                  | Leader                                | #         | %      | +/−%  | #      | +/−    |
| ------------ | -------------------------------------- | ------------------------------------- | --------- | ------ | ----- | ------ | ------ |
|              | Parti social-démocrate                 | Ingvar Carlsson                       | 2 513 905 | 45,25  | +7,54 | 161    | +23    |
|              | Modérés                                | Carl Bildt                            | 1 243 253 | 22,38  | +0,46 | 80     | +−0    |
|              | Parti du centre                        | Olof Johansson                        | 425 153   | 7,65   | −0,85 | 27     | −4     |
|              | Parti du peuple - Les Libéraux         | Bengt Westerberg                      | 399 556   | 7,19   | −1,93 | 26     | −7     |
|              | Parti de gauche                        | Gudrun Schyman                        | 342 988   | 6,16   | +1,65 | 22     | +6     |
|              | Parti de l'environnement Les Verts     | Marianne Samuelsson et Birger Schlaug | 279 042   | 5,02   | +1,64 | 18     | +18    |
|              | Parti chrétien-démocrate de la société | Alf Svensson                          | 225 974   | 4,07   | −3,07 | 15     | −11    |
|              | Nouvelle Démocratie                    | Vivianne Franzén                      | 68 663    | 1,24   | −5,49 | 0      | −25    |
|              | Autres                                 | —                                     | 57 006    | 1,03   | —     | —      | —      |
| Totaux       | Totaux                                 | Totaux                                | 5 555 540 | 100,00 |       | 349    |        |
| Votes blancs | Votes blancs                           | Votes blancs                          | 83 291    |        |       |        |        |
| Nuls         | Nuls                                   | Nuls                                  | 1 562     |        |       |        |        |
| Votants      | Votants                                | Votants                               | 5 640 393 |        |       |        |        |

## Analyse
Après la rupture de 1991, ces élections anticipées semblent marquées par un retour à l'ordre ancien. Faisant oublier sa débâcle trois ans plus tôt, la gauche triomphe. Les Sociaux-démocrates profitent d'un très net redressement et retrouvent leur étiage électoral traditionnel avec un score de plus de 45 %. Le Parti de gauche gagne lui aussi des électeurs et obtient son meilleur résultat depuis 1948. Quant au Parti de l'environnement, il retrouve sa représentation parlementaire.
À droite, la bonne tenue des Modérés du Ministre d’État sortant Carl Bildt n'a pas empêché une déroute de ses partenaires de coalition. Les centristes et les libéraux poursuivent leur érosion, les chrétiens-démocrates maintiennent à une poignée de voix près leur représentation parlementaire et la Nouvelle Démocratie disparaît aussi vite qu'elle était apparue et se retrouve définitivement hors du Riksdag. 
L'élection se solde finalement par un retour au pouvoir des Sociaux-démocrates sous la direction d'Ingvar Carlsson, qui forme un gouvernement minoritaire avec le soutien du Parti de gauche et des écologistes.